# Godičevo
Godičevo – wieś w Słowenii, w gminie Bloke. W 2018 roku liczyła 5 mieszkańców.